# ホルヘ・サエンス
ホルヘ・サエンス・デ・ミエラ・コルメイロ（Jorge Sáenz de Miera Colmeiro, 1996年11月17日 - ）は、スペイン・カナリア諸島・サンタ・クルス・デ・テネリフェ出身のサッカー選手。CDレガネス所属。ポジションはDF。

## 来歴
2012年にCDテネリフェのカンテラからテルセーラ・ディビシオン所属のBチームに昇格。その後2015年1月4日にセグンダ・ディビシオン所属のトップチームに昇格し、同日のスポルティング・デ・ヒホン戦で、トップチーム初出場。以降チームの中心選手に成長し、2016-17シーズンは2部で4位で終了し、昇格プレーオフに進出。1回戦はカディスCFに勝利。決勝戦1stレグでは、柴崎岳のアシストから決勝ゴールを決め、1-0の勝利に導く。しかし、2ndレグで1-3で敗れ、2009-10シーズン以来のラ・リーガ復帰はならず、2017-18シーズンは11位に終わった。
2019年2月25日、2019-20シーズンからのバレンシアCFへの移籍が決定。更に2018-19シーズン終了後の7月19日には、セルタ・デ・ビーゴへの2年間のローン移籍が発表された。
2021年7月28日、プリメイラ・リーガのCSマリティモに1シーズンの契約でレンタル移籍することが発表された。翌年1月29日、レンタル先をCDミランデスに変更し、2021-22シーズン終了までの契約でレンタル移籍をした。
2022年7月5日、2022-23シーズンは、買い取りオプション付きでCDレガネスにレンタル移籍することが決まった。同シーズン終了後、レガネスは買取オプションを行使し、2年契約での完全移籍が決定した。

## 代表経歴
2015年から4年間、各ユース世代のスペイン代表に招集された。